# Petricia vernicina
Petricia vernicina är en sjöstjärneart som först beskrevs av Jean-Baptiste Lamarck 1816.  Petricia vernicina ingår i släktet Petricia och familjen Asteropseidae. Inga underarter finns listade i Catalogue of Life.